# Les Misérables (musical)
Les Misérables, também conhecido informalmente por Les Mis ou Les Miz, é um musical francês composto por Claude-Michel Schönberg em 1980, com libreto de Alain Boublil e letras de Herbert Kretzmer. É um dos musicais mais famosos e mais encenados pelo mundo. É baseado no romance épico francês Les Misérables, de Victor Hugo, o musical se passa em França do início do século XIX e acompanha as histórias entrelaçadas de um elenco personagens que lutam por redenção e pela revolução.
Dessa trilha sonora, vencedora do Tony Award, se destacam canções como I Dreamed a Dream, cantada em solo pela personagem Fantine durante o primeiro ato. Diversos artistas gravaram versões dessa canção desde a premiere do musical, em outubro de 1985, incluindo Neil Diamond, Aretha Franklin, David Essex, e Michael Crawford.

## História
O compositor francês Alain Boublil teve a ideia de adaptar o romance de Victor Hugo em um musical enquanto assistia uma apresentação do musical Oliver! em Londres:
Assim que o Artful Dodger subiu ao palco, Gavroche veio à mente. Foi como um golpe no plexo solar. Eu comecei a ver todos os personagens de Les Misérables: Valjean, Javert, Gavroche, Cosette, Marius e Éponine-no olho da minha mente, rindo, chorando e cantando no palco.
Ele lançou a ideia para o compositor Claude-Michel Schönberg, e os dois desenvolveram uma sinopse áspera. Eles trabalharam até á análise do estado mental e emocional de cada personagem, bem como a da audiência. Schönberg em seguida, começou a escrever a música, enquanto Boublil começou a trabalhar no texto. De acordo com Boublil, "... eu poderia começar a trabalhar com as palavras. Este eu fiz-me depois decidir sobre o assunto e título de cada música em colaboração com meu amigo, o poeta Jean-Marc Natel." Dois anos depois, uma fita demo de duas horas com Schönberg com acompanhamento ao piano e cantando cada papel foi concluída. Um álbum desta colaboração foi gravado no CTS Studios em Wembley e foi lançado em 1980, vendendo 260 mil cópias.
O álbum conceitual inclui Maurice Barrier como Jean Valjean, Jacques Mercier como Javert, Rose Laurens como Fantine, Yvan Dautin como Thénardier, Marie-France Roussel como Mme. Thénardier, Richard Dewitte como Marius, Fabienne Guyon como Cosette, Marie-France Dufour como Éponine, Michel Sardou como Enjolras, Fabrice Bernard como Gavroche, Maryse Cedolin como Young Cosette, Claude-Michel Schönberg como Courfeyrac, Salvatore Adamo como Combeferre, Michel Delpech como Feuilly, Dominique Tirmont como M. Gillenormand, e Mireille como o cabeleireiro.
Naquele ano, em setembro de 1980, uma versão teatral dirigida pelo veterano do cinema francês Robert Hossein foi produzido no Palais des Sports, em Paris. O show foi um sucesso, com 100 apresentações visto por mais de 500.000 pessoas
A maioria do elenco do álbum conceitual voltou para interpretar os personagens no musical.
Inicialmente lançado como um álbum conceitual, a primeira adaptação musical de Les Misérables para os palcos foi apresentada em Paris, em 1980, e foi um sucesso entre o público francês. Mas o espetáculo teve de sair de cartaz três meses depois da estreia, porque o contrato expirou.
Em 1982, o produtor Cameron Mackintosh deu uma cópia do álbum conceitual ao diretor Peter Farago, que, impressionado pelo álbum, perguntou a Mackintosh se ele se interessaria em produzir uma versão em inglês para o show. Mackintosh, primeiramente ficou em dúvida, finalmente resolveu produzir o espetáculo.

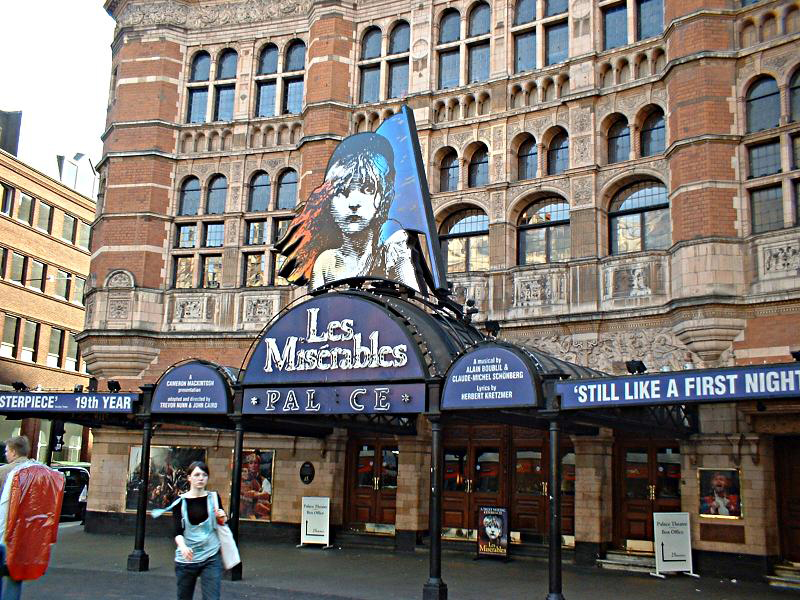
Les Misérables no Palace Theatre em Londres.

Uma equipe britânica de produção foi designada por Mackintosh para adaptar o musical francês para o público inglês. Após dois anos de desenvolvimento, a versão em inglês estreou em Londres, em outubro de 1985. A maioria das resenhas de críticos foram bastante negativa: alguns estudiosos da literatura condenavam a transformação de um clássico francês em um musical, outros pensavam que havia ficado muito pesado. Mas a opinião do público divergia da crítica, pois os espectadores aclamavam o show a cada noite de apresentação.
Depois de três meses os comentários dos críticos melhoraram. A produção de Londres, a partir de março de 2013, foi executado continuamente desde outubro de 1985: o musical é o segundo mais longo de West End depois da peça, The Mousetrap. Em 2010, ele teve seu desempenho de número décimo milésimo em Londres, no Queen Theatre. Em 3 de outubro de 2010, o show comemorou o seu 25º aniversário com três produções em execução em Londres: a produção original no Queen Theatre; a produção tour de 25º aniversário; e o concerto do 25º aniversário na Londres O2 Arena.
A produção da Broadway teve sua estreia em 12 de março de 1987 e ficou em cartaz até 18 de maio de 2003, encerrando depois de 6.680 performances. É o quinto espetáculo da Broadway de maior duração na história e foi a segunda maior na época. O espetáculo foi indicado para 12 prêmios Tony e venceu oito, incluindo Melhor Musical e Melhor Trilha Sonora Original .
Posteriormente, várias turnês e produções internacionais e regionais têm encenado a peça, bem como produções de shows e de rádio. Várias gravações também foram feitas. A remontagem da Broadway, que durou de 2006 a 2008, no Teatro Broadhurst, foi o primeiro colocado na enquete da BBC Radio, "Musicais essenciais nº 1" da Grã-Bretanha em 2005, recebendo mais de quarenta por cento dos votos. A versão cinematográfica dirigida por Tom Hooper foi lançada no final de 2012 com críticas geralmente positivas.

## Sinopse

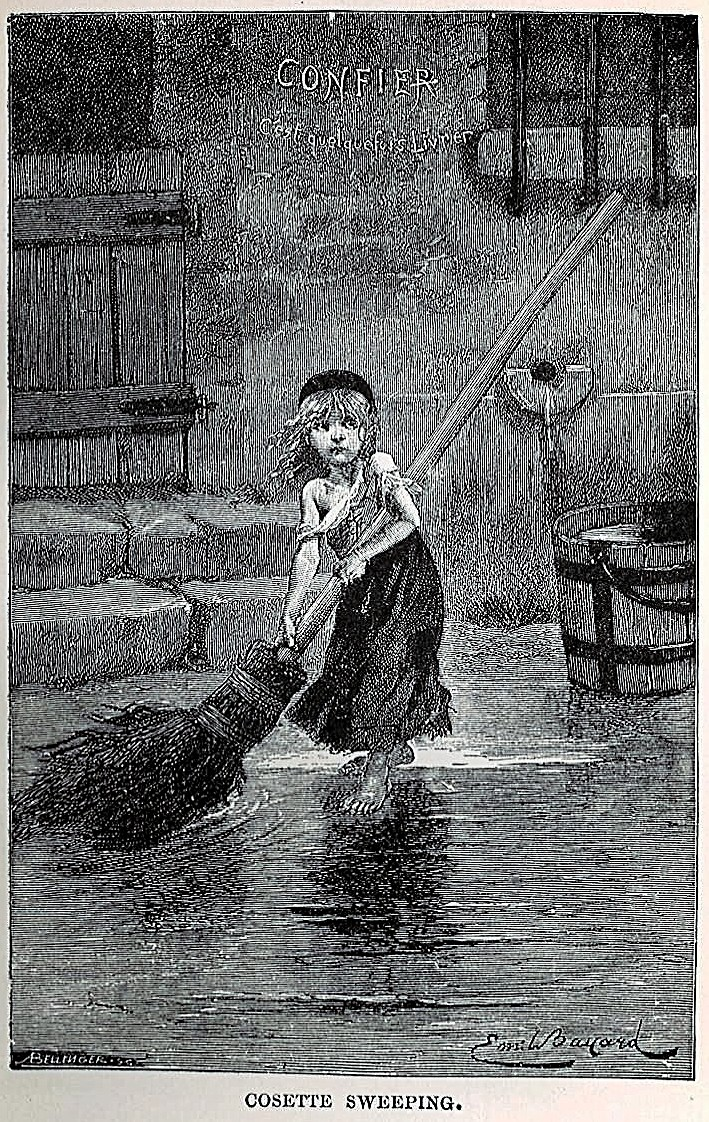
Ilustração para o livro Les Misérables, de Victor Hugo que inspirou o emblema do musical

### Ato I
Les Misérables começa numa prisão de Toulon, na França, em 1815, onde os prisioneiros realizam trabalhos forçados. Após dezanove anos de prisão (cinco por roubar um pedaço de pão e o resto por tentar fugir), Jean Valjean é posto em liberdade condicional pelo inspetor e polícia Javert. Pela lei, Valjean deve carregar a mostra um cartão amarelo, sendo mal visto em todos os lugares por onde passa. Mas o Bispo de Digne oferece comida e abrigo a Valjean, que rouba os talheres de prata do religioso e foge, sendo rapidamente capturado pela polícia. Entretanto, o Bispo mente para salvar Valjean, e ainda o presenteia com dois castiçais de prata, aconselhando-o a iniciar uma nova vida. Perplexo pela bondade e misericórdia do Bispo, ele segue o conselho e quebra sua liberdade condicional.
Passados oito anos, Valjean, tendo mudado seu nome para Monsieur Madeleine para assumir uma outra identidade, torna-se um dono de fábrica bem sucedido e é nomeado prefeito da cidade de Montreuil-sur-Mer. Uma de suas funcionárias, Fantine, entra em uma discussão após suas colegas de trabalho terem descoberto que ela é mãe solteira e sua filha vive com um dono de hospedaria e sua esposa. Monsieur Madeleine inicialmente acaba com o conflito, mas pede ao seu capataz que resolva a situação. As outras trabalhadoras exigem a demissão de Fantine. O capataz, que já havia sido rejeitado por Fantine em assédios realizados anteriormente, concorda, demitindo-a.
Então, Fantine canta sobre seus sonhos despedaçados e sobre o pai de sua filha, que a abandonou. Desesperada por dinheiro - pois precisa enviar uma quantia aos donos da hospedaria, que cuidam de sua filha -, ela vende sua gargantilha e seu cabelo e depois se torna uma prostituta. Ela se envolve numa briga com um futuro cliente, e é presa por Javert (que agora é o inspetor policial de Montreuil-sur-Mer). Mas Monsieur Madeleine chega e, compreendendo sua participação na ruína de Fantine, ordena que soltem-na e que levem-na a um hospital imediatamente.
Logo depois, o prefeito se depara com um homem (Fauchelevent) preso sob uma carroça desgovernada. Ele o resgata, levantando a carroça com suas próprias mãos, sem auxílio de ninguém. Javert, que presencia a cena, se recorda da força incomum de um prisioneiro, Jean Valjean, que ele procurava a algum tempo por ter quebrado sua liberdade condicional. Contudo, Javert assegura o prefeito de que Valjean foi preso recentemente e que logo mais será julgado. Incapaz de ver um inocente ser preso em seu lugar, Monsieur Madeleine, que é o verdadeiro Valjean, confessa ao tribunal a verdade, e, como prova, mostra uma marca que tem no peito, feita na prisão.
Antes de voltar à prisão, Valjean visita a agonizante Fantine e promete encontrar sua filha, Cosette, e cuidar dela. Mas Fantine morre sem ver a filha, delirando, em sonhos onde a ouve brincar. Javert então chega para prender Valjean, que pede apenas mais três dias de liberdade para que possa buscar Cosete e cumprir o juramento que fez a Fantine. Como Javert recusa, desconfiado, Valjean dá uma pancada em Javert e foge.
A cena então se transfere para uma hospedaria em Montfermeil, gerenciada pelos Thénardiers, onde Cosette vive. Os Thénardier abusam da menina, forçando-a a realizar trabalhos, enquanto dão uma vida confortável à própria filha, Éponine. Numa noite escura, Cosette imagina uma vida melhor, mas logo Madame Thénardier ordena que ela busque água. A hospedaria enche à noite, e os Thénardier usam diversos métodos para enganar os clientes e cobrar mais taxas.Valjean encontra Cosette buscando água e paga aos Thénardier a quantia exorbitante de 1500 francos para que deixem-no levar Cosette consigo para Paris.
Passam nove anos. Paris é uma cidade tumultuada porque o líder popular General Lamarque, único no governo que demonstra preocupação com o povo, está enfermo e pode morrer logo. Gavroche, um menino de rua, se mistura as prostitutas e aos mendigos, enquanto os estudantes Marius Pontmercy e Enjolras discutem o provável morte do estimado Lamarque.
Uma gangue de rua liderada pelos Thénardier se prepara para assaltar Valjean, que se estabeleceu em Paris, onde Thénardier o reconheceu após anos, como o homem que levou Cosette. Quando a gangue se estabelece no local planejado, Éponine, a filha dos Thenardier, vê Marius, que ela secretamente ama, e adverte-o a ficar longe do lugar. Quando Marius tenta perguntar a Éponine o que irá acontecer, ele acidentalmente se choca com Cosette, se apaixonando por ela imediatamente. Logo, os Thénardier e sua gangue tentam roubar Valjean e Cosette. Os dois são resgatados por Javert, que só reconhece Valjean após a fuga inesperada deste. Javert olha fixamente para o céu noturno e jura pelas estrelas do céu que irá encontrar esse seu prisioneiro tão procurado. Para isso, ele pede ajuda a Deus. E Marius, apesar de ainda nem saber o nome de Cosette, tenta persuadir a relutante Éponine a ajudar a encontrá-la.
A cena se transfere para um encontro político num pequeno café, onde um grupo de estudantes liderado por Enjolras se prepara para uma revolução que estão certos que ocorrerá após a morte do General Lamarque. Marius chega atrasado, cheio de pensamentos de amor por Cosette. Quando Gavroche traz a notícia da morte do General, os estudantes marcham sobre as ruas para conquistar o apoio popular.
Cosette também é tomada por pensamentos de amor a Marius, e Valjean compreende que sua “filha” está crescendo, mas se recusa a contar a ela sobre seu passado e sobre sua mãe. Apesar dos seus próprios sentimentos, Éponine conduz Marius até Cosette, e ao chegar lá, evita que a gangue de seu pai roube a casa de Valjean, gritando alto e afugentando os ladrões, que temem em serem presos. Valjean, ouve os ruídos e, convencido de que é Javert que o procura for a da casa, diz a Cosette que se mudará com ela para outro país.
Na véspera da Insurreição Parisiense, Valjean se prepara para o exílio; Cosette e Marius se separam, com o desespero de nunca mais se encontrarem; Éponine lamenta sua solidão e lamenta por não poder ficar com Marius; Marius decide juntar-se aos outros estudantes e eles se preparam para o conflito que está por vir; Javert planeja espionar os estudantes para descobrir seus segredos; e os Thénardier aguardam, se preparando para roubar objetos dos corpos que morrerão na batalha.

### Ato II
Como os alunos se preparam para construir uma barricada (At the Barricade - Upon These Stones), Javert, disfarçado como um dos rebeldes, os voluntários de "espionagem" sobre as tropas do governo. Enquanto isso, os anúncios Marius Eponine tem que se disfarçou como um menino e juntou-se aos revolucionários. Ele envia-la com uma carta para entregar a Cosette, que servirá também para obter Eponine à segurança. Valjean intercepta a carta, prometendo Eponine ele dirá Cosette sobre a carta. Após Eponine folhas, Valjean lê a carta, aprendendo sobre Marius e Cosette relacionamento. Ao andar pelas ruas de Paris, Eponine decide, apesar do que ele disse a ela,se juntar Marius na barricada (On My Own).
Os alunos construir a sua barricada (At the Barricade) e então desafiar um exército de aviso de entrega ou de morrer. Javert volta e mentiras para os estudantes sobre os planos do governo para atacar (Javert 's Arrival), mas é exposto como um espião por Gavroche (Little People). Eponine é baleado quando ela retorna para as barricadas e morre nos braços de Marius (A Little Fall of Rain). Valjean também chega à barricada em busca de Marius como a primeira batalha estoura, e ele salva Enjolras disparando um sniper (o primeiro ataque). Como recompensa, ele pede para ser o único a matar Javert, mas libera-lo e ainda lhe dá o endereço. Os alunos se contentam com uma noite (Drink With Me), Valjean, enquanto reza a Deus para salvar Marius do ataque que está por vir (Bring Him Home).
Conforme se aproxima a madrugada, Enjolras percebe que as pessoas tenham abandonado, e envia as mulheres e os pais de crianças longe das barricadas, mas resolve que eles devem lutar (Dawn of Anguish). Com munições em execução durante o segundo ataque, Gavroche corre para recolher mais cartuchos. Como ele recolhe as balas e corre na direção da barricada, ele levou três tiros e morre pouco mais do outro lado. ( "The Second Attack / Death of Gavroche"). Enjolras e os alunos percebem que eles morrem muito provável. O Exército dá um último aviso para se render, mas os rebeldes se recusam, e em nome da França, eles lutam, e todos são mortos, exceto Valjean e Marius (A Batalha Final).
Marius transportando um ferido nas costas, Valjean escapa pelos esgotos. Enquanto isso, Thénardier também está nos esgotos, roubando objetos de valor fora dos cadáveres da batalha, rindo que ele está realizando um serviço "à cidade" (Cão come cão). Thénardier leva um anel fora de mão Marius como Valjean está descansando, e depois foge quando vê Valjean se levantar. Quando Valjean chega a questão do esgoto, ele corre para Javert, que tem sido esperando por ele. Valjean implora Javert a dar-lhe mais uma hora para trazer Marius a um médico, e Javert relutantemente concorda. Depois deixa Valjean, Javert incapaz de suportar o dom da misericórdia de Valjean para com ele, comete suicídio, atirando-se no Seine (Javert é suicídio).
De volta às ruas, várias mulheres choram a morte dos jovens estudantes (Ligar). Marius também chora por seus amigos (Empty Chairs at Empty Tables). Como ele imagina que o salvou das barricadas, Marius Cosette conforto, dizendo-lhe que ela nunca vai sumir (Every Day) e reafirmam seu amor. Valjean, em seguida, confessa a Mário que ele é um fugitivo e diz que ele deve ir embora porque a sua presença coloca em perigo Cosette (Valjean's Confession). Valjean torna Marius nunca promessa de dizer Cosette e Marius faz apenas uma espécie de tentativa de segurá-lo de volta.
Marius e Cosette são casados (Wedding Chorale). O acidente Thenardiers então a recepção do casamento disfarçado como "O Barão e Baronesa du Thénard" e dizer que Marius Valjean é um assassino, dizendo que fez dele carregando um cadáver no esgoto depois das barricadas caiu. Quando Thénardier mostra-lhe o anel que ele tirou o cadáver, Marius percebe que o "cadáver" que ele estava, e que Valjean salvou sua vida naquela noite. Depois de Marius socos Thénardier os noivos e deixar a Thenardiers aproveitar a festa e comemorar sua sobrevivência (Beggars na festa).
Enquanto isso, Valjean se prepara para a sua morte, nada tendo deixado para viver. Assim como os fantasmas de Fantine e Eponine chegar para levá-lo para o céu, Cosette e Marius em corrida, mesmo a tempo de se despedir de Valjean e Marius de lhe agradecer por ter salvado sua vida (morte Valjean). Cosette Valjean dá a sua confissão de ler quando ele finalmente está dormindo, e as almas de Fantine e Eponine guiá-lo para o Paraíso, a sua longa disputa sobre como todos, vivos e mortos, pedir, mais uma vez, "Do You Hear the People Sing? " (Finale).

## Les Misérables no Brasil
A versão nacional estreou no Brasil em 25 de Abril de 2001, no Teatro Abril em São Paulo. As letras e o libreto foram traduzidas por Cláudio Botelho, se baseando na versão inglesa; No Brasil, o musical recebeu uma super produção, com o orçamento chegando a 3,5 milhões de reais. Foi dirigido por Helzer de Abreu, e estrelado por Marcos Tumura, Saulo Vasconcelos e Alessandra Maestrini, como Jean Valjean, Javert e Fantine, respectivamente. O elenco brasileiro foi bem elogiado pelo diretor do musical, Ken Caswell, durante sua passagem pelo Brasil.
A produção foi um marco no teatro musical nacional; foi a primeira franquia realizada no Brasil, e sinalizou o início da profissionalização especializada de Teatro Musical no país, que até então era desvalorizada e precária.
Uma nova versão nacional do musical estreou em 10 de Março de 2017, no atual Teatro Renault (antigo Teatro Abril), 16 anos depois da primeira versão.

### Elenco
| Personagens        | Elenco Brasileiro de 2001 | Elenco Brasileiro de 2017 |
| ------------------ | --- | --- |
| Jean Valjean       | Marcos Tumura Cover: Jarbas Homem de Mello | Daniel Diges Covers: Leonardo Wagner e Bruno Sigrist |
| Javert             | Saulo Vasconcelos | Nando Pradho Covers: Max Grácio e Leonardo Wagner |
| Fantine            | Alessandra Maestrini Cover: Paula Capovilla | Kacau Gomes Covers: Cássia Raquel e Luíza Lapa |
| Éponine            | Ester Elias | Laura Lobo Covers: Lara Suleiman e Cássia Raquel |
| Marius Pontmercy   | Frederico Silveira Cover: Augusto Bittencourt | Filipe Bragança Covers: Henrique Moretzsohn e Gabriel Falcão |
| Cosette            | Sara Sarres | Clara Verdier Covers: Laís Lenci e Pamela Rossini |
| Thénardier         | Adriano Oliveira | Ivan Parente Covers: Thiago Lemmos e Diego Velloso |
| Madame Thénardier  | Rejani Humphreys Cover: Simone Gutierrez | Andrezza Massei Covers: Letícia Soares e Raquel Antunes |
| Enjolras           | Leonardo Neiva Cover: Rogério Matias | Pedro Caetano Covers: Rodrigo Negrini e Gabriel Falcão |
| Gavroche           | Iuri Galati Gabriel Lemos Leonardo F. B. Leite Luana Martin | Lorenzo Tarantelli Matheus Leandro Nicolas Cruz |
| Pequena Cosette    | Barbara L. Correa Giovanna A. Villarinho Laura Lobo Priscilla Marques | Ashley Bernardi Luíza Nery Isa Cavalcante |
| Pequena Éponine    | Barbara L. Correa Giovanna A. Villarinho Laura Lobo Souza Priscilla Marques | Gabrielly Saiury Sophia Lins Taby Carvalho |
| Ensemble Masculino | Augusto Bittencourt: Feuilly Cláudio Gonçalves: Cafetão / Babet Fábio Yoshihara: Capataz / Combeferre Ivan Parente: Bispo / Lesgles Jarbas Homem de Mello: Grantaire Jean Nardoto: Brujon Luiz Pacini: Courfeyrac Rogério Matias: Bamatabois / Prouvaire Tony Germano: Claquesous Ubiracy Brasil: Montparnasse Willian Anderson: Joly Swings: Ednaldo Eiras, Edgar Bustamante e Márcio Yáccof | Davi Barbosa: Bispo / Babet Henrique Moretzsohn: Prouvaire Bruno Sigrist: Grantaire Gabriel Falcão: Feuilly Max Grácio: Capataz / Brujon Vitor Moresco: Montparnasse Rodrigo Negrini: Combeferre Leonardo Wagner: Bamatabois / Claquesous Jessé Scarpellini: Lesgles Douglas Tholedo: Courfeyrac Lucas Cândido: Joly Swings: Diego Velloso, Fellipe Guadanucci e Thiago Lemmos |
| Ensemble Feminino  | Andrezza Massei: Funcionária da Fábrica Alessandra Linhares Dora Bueno Janaina Bianchi Luciana Milano Manuela Freua Paulo Capovila Simone Gutierrez Swings: Fabiana Carvalho e Heloisa de Palma | Letícia Soares: Funcionária da Fábrica Camilla Marotti Cássia Raquel Laís Lenci Lara Suleiman Pamela Rossini Raquel Antunes Roberta Jafet Swings: Luíza Lapa e Vânia Canto |

#### Prêmio Bibi Ferreira
| Ano  | Categoria                | Nomeado         | Resultado |
| ---- | ------------------------ | --------------- | --------- |
| 2017 | Melhor Musical           | Melhor Musical  | Venceu    |
| 2017 | Melhor Ator              | Daniel Diges    | Indicado  |
| 2017 | Melhor Atriz Coadjuvante | Andrezza Massei | Venceu    |
| 2017 | Melhor Atriz Coadjuvante | Laura Lobo      | Indicado  |
| 2017 | Melhor Ator Coadjuvante  | Ivan Parente    | Venceu    |
| 2017 | Melhor Ator Coadjuvante  | Nando Pradho    | Indicado  |
| 2017 | Ator/Atriz Revelação     | Filipe Bragança | Venceu    |
| 2017 | Melhor Versão            | Claudio Botelho | Venceu    |

## Números Musicais
|    | Canção                                            | Performer(s)                                                                                      |
| -- | ------------------------------------------------- | ------------------------------------------------------------------------------------------------- |
| 1  | "Prologue: Work Song"                             | Chain Gang, Javert e Valjean                                                                      |
| 2  | "Prologue: On Parole"                             | Valjean, Farmer, Labourer, Esposa de Innkeeper, Innkeeper e Bispo                                 |
| 3  | "Prologue: Valjean Arrested, Valjean Forgiven"    | Policemen e Bispo                                                                                 |
| 4  | "Prologue: What Have I Done?"                     | Valjean                                                                                           |
| 5  | "At the End of the Day"                           | Poor, Foreman, Workers, garotas fábricas, Fantine e Valjean                                       |
| 6  | "I Dreamed a Dream"                               | Fantine                                                                                           |
| 7  | "Lovely Ladies"                                   | Sailors, Senhora, Fantine, Crone, Whores e Pimp                                                   |
| 8  | "Fantine's Arrest"                                | Bamatabois, Fantine, Javert e Valjean                                                             |
| 9  | "'The Runaway Cart"                               | Townspeople, Valjean, Fauchelevant e Javert                                                       |
| 10 | "Who Am I? / The Trial"                           | Valjean                                                                                           |
| 11 | "Fantine's Death: Come to Me"                     | Fantine e Valjean                                                                                 |
| 12 | "The Confrontation"                               | Javert e Valjean                                                                                  |
| 13 | "Castle on a Cloud"                               | Young Cosette e Madame Thénardier                                                                 |
| 14 | "Master of the House"                             | Thénardier, Madame Thénardier e Costureiras                                                       |
| 15 | "The Well Scene"                                  | Valjean e Cosette criança                                                                         |
| 16 | "The Bargain / The Thénardier Waltz of Treachery" | Thénardier, Valjean, Madame Thénardier e Cosette criança                                          |
| 17 | "Look Down"                                       | Gavroche, Beggars, Senhora, Prostitute, Pimp, Enjolras, e Marius                                  |
| 18 | "The Robbery"                                     | Thénardier, Madame Thénardier, Marius, Éponine e Valjean                                          |
| 19 | "Javert's Intervention"                           | Javert e Thénardier                                                                               |
| 20 | "Stars"                                           | Javert                                                                                            |
| 21 | "Éponine's Errand"                                | Éponine e Marius                                                                                  |
| 22 | "ABC Café / Red and Black"                        | Studantes: Enjolras, Marius, Grantaire e Gavroche                                                 |
| 23 | "Do You Hear the People Sing?"                    | Enjolras, Combeferre, Courfeyrac, Feuilly e Estudantes                                            |
| 24 | "Rue Plumet – In My Life"                         | Cosette, Valjean, Marius e Éponine                                                                |
| 25 | "A Heart Full of Love"                            | Marius, Cosette e Éponine                                                                         |
| 26 | "The Attack on the Rue Plumet"                    | Thénardier, Thieves (Montparnasse, Brujon, Babet, Claquesous), Éponine, Marius, Valjean e Cosette |
| 27 | “One Day More"                                    | Valjean, Marius, Cosette, Éponine, Enjolras, Javert, Thénardier, Madame Thénardier e Companhia    |

|    | Canção                                              | Performer(s)                                                                |
| -- | --------------------------------------------------- | --------------------------------------------------------------------------- |
| 28 | "On My Own"                                         | Éponine                                                                     |
| 29 | Bulding the baricade]]"                             | Éponine                                                                     |
| 30 | "At the Barricade (Upon These Stones)"              | Enjolras, Marius, Grantaire e Policia                                       |
| 31 | "Javert's Arrival"                                  | Javert e Enjolras                                                           |
| 32 | "Little People"                                     | Gavroche, Grantaire, Prouvaire, Courfeyrac, Enjolras e Javert               |
| 33 | "A Little Fall of Rain" (Éponine's Death)           | Éponine e Marius                                                            |
| 34 | "Night of Anguish"                                  | Enjolras, Grantaire, Marius, Combeferre, Prouvaire, Lesgles, Joly e Valjean |
| 35 | "The First Attack"                                  | Enjolras, Valjean, Feuilly, Grantaire, Lesgles, Javert, Estudantes          |
| 36 | "Drink with Me"                                     | Grantaire, Marius                                                           |
| 37 | "Bring Him Home"                                    | Valjean                                                                     |
| 38 | "Dawn of Anguish"                                   | Enjolras                                                                    |
| 39 | "The Second Attack (Death of Gavroche)"             | Grantaire, Gavroche, Enjolras, Valjean, Marius, Feuilly, Joly e Lesgles     |
| 40 | "The Final Battle"                                  | Policias, Enjolras, Grantaire, Combeferre e Courfeyrac                      |
| 41 | "Dog Eats Dog (The Sewers)"                         | Thénardier                                                                  |
| 42 | "Soliloquy (Javert's Suicide)"                      | Javert e Valjean                                                            |
| 43 | "Turning"                                           | Mulher de Paris                                                             |
| 44 | "Empty Chairs at Empty Tables"                      | Marius                                                                      |
| 45 | "Every Day"                                         | Cosette, Marius e Valjean                                                   |
| 46 | "Valjean's Confession"                              | Marius e Valjean                                                            |
| 47 | "Wedding Chorale"                                   | Guests, Thénardier, Marius e Madame Thénardier                              |
| 48 | "Beggars at the Feast"                              | Thénardier e Madame Thénardier                                              |
| 49 | "Valjean's Death"                                   | Valjean, Fantine, Cosette, Marius e Éponine                                 |
| 50 | "Do You Hear The People Sing? (Reprise) / [Finale]" | Toda Companhia                                                              |

## Personagens
| Personagens                   | Voz                        |
| ----------------------------- | -------------------------- |
| Jean Valjean                  | Tenor Dramático            |
| Inspetor Javert               | barítono ou baixo-barítono |
| Bispo Myriel                  | barítono                   |
| O Encarregador da Fábrica     | barítono                   |
| A Garota da Fábrica           | mezzo-soprano lírica       |
| Fantine                       | Mezzo-Soprano Lírica       |
| Senhora                       | Contralto                  |
| Crone                         | Soprano                    |
| Bamatabois                    | barítono ou tenor          |
| Fauchelevent                  | baritono ou tenor          |
| Champmathieu                  | silenciosa                 |
| Cosette criança               | voz branca                 |
| Madame Thénardier             | contralto                  |
| Éponine criança               | silenciosa                 |
| Thénardier                    | Barítono Lírico            |
| Gavroche                      | voz branca                 |
| Enjolras                      | barítono ou tenor          |
| Marius Pontmercy              | barítono ou baritenor      |
| Éponine                       | mezzo-soprano              |
| Brujon                        | barítono ou tenor          |
| Babet                         | barítono ou tenor          |
| Claquesous                    | barítono ou tenor          |
| Montparnasse                  | barítono ou tenor          |
| Cosette                       | soprano                    |
| Estudantes de Revolucionários | baritono ou tenor          |
| Combeferre                    | barítono ou tenor          |
| Feuilly                       | barítono ou tenor          |
| Courfeyrac                    | baritono ou tenor          |
| Joly                          | barítono ou tenor          |
| Grantaire                     | baritone ou tenor          |
| Jean Prouvaire                | barítono ou tenor          |
| Lesgles                       | barítono ou tenor          |

### Elencos
| Personagem        | Original Gravação do Elenco Francês (1980)    | Original Gravação de Londres (1985)   | Original Elenco de Broadway (1987) | Elenco do 10º Aniversario (1995) | 1º Broadway Revival (2006)                | Elenco do 25º Aniversario (2010) | Elenco de Londres em 2014         | 2º Broadway Revival (2014)    |
| ----------------- | --------------------------------------------- | ------------------------------------- | ---------------------------------- | -------------------------------- | ----------------------------------------- | -------------------------------- | --------------------------------- | ----------------------------- |
| Jean Valjean      | Maurice Barrier                               | Colm Wilkinson                        | Colm Wilkinson                     | Colm Wilkinson                   | Alexander Gemignani                       | Alfie Boe                        | Peter Lockyer                     | Ramin Karimloo                |
| Javert            | Jean Vallée                                   | Roger Allam                           | Terrence Mann                      | Philip Quast                     | Norm Lewis                                | Norm Lewis                       | David Thaxton                     | Will Swenson                  |
| Fantine           | Rose Laurens                                  | Patti LuPone                          | Randy Graff                        | Ruthie Henshall                  | Daphne Rubin-Vega                         | Lea Salonga                      | Celinde Schoenmaker               | Caissie Levy                  |
| Éponine           | Marianne Mille                                | Frances Ruffelle                      | Frances Ruffelle                   | Lea Salonga                      | Celia Keenan-Bolger                       | Samantha Barks                   | Carrie Hope Fletcher              | Nikki M. James                |
| Thénardier        | Yvan Dautin                                   | Alun Armstrong                        | Leo Burmester                      | Alun Armstrong                   | Gary Beach                                | Matt Lucas                       | Tom Edden                         | Cliff Saunders                |
| Madame Thénardier | Marie-France Roussel                          | Susan Jane Tanner                     | Jennifer Butt                      | Jenny Galloway                   | Jenny Galloway                            | Jenny Galloway                   | Wendy Ferguson                    | Keala Settle                  |
| Marius            | Gilles Buhlmann                               | Michael Ball                          | David Bryant                       | Michael Ball                     | Adam Jacobs                               | Nick Jonas                       | Rob Houchen                       | Andy Mientus                  |
| Cosette           | Fabienne Guyon                                | Rebecca Caine                         | Judy Kuhn                          | Judy Kuhn                        | Ali Ewoldt                                | Katie Hall                       | Emilie Fleming                    | Samantha Hill                 |
| Enjolras          | Christian Ratellin                            | David Burt                            | Michael Maguire                    | Michael Maguire                  | Aaron Lazar                               | Ramin Karimloo                   | Michael Colbourne                 | Kyle Scatliffe                |
| Gavroche          | Florence Davis Cyrille Dupont Fabrice Ploquin | Ian Tucker Oliver Spencer Liza Hayden | Braden Danner RD Robb              | Adam Searles                     | Brian D'Addario Jacob Levine Austin Myers | Robert Madge                     | Beau Cripps Zac Lester Max Robson | Joshua Colley Gaten Matarazzo |

## Produção Brasileira
A versão nacional estreou no Brasil em 25 de Abril de 2001, no Teatro Abril em São Paulo. As letras e o libreto foram traduzidas por Cláudio Botelho, se baseando na versão inglesa;  No Brasil, o musical recebeu uma super produção, com o orçamento chegando a 3,5 milhões de reais.
Foi dirigido por Helzer de Abreu,  e estrelado por Marcos Tumura, Saulo Vasconcelos e Alessandra Maestrini, como Jean Valjean, Javert e Fantine, respectivamente. O elenco brasileiro foi bem elogiado pelo diretor do musical, Ken Caswell, durante sua passagem pelo Brasil.
A produção foi um marco no teatro musical nacional; foi a primeira franquia realizada no Brasil, e sinalizou o início da profissionalização especializada de Teatro Musical no país, que até então era desvalorizada e precária.
Uma nova versão nacional do musical estreou em 10 de Março de 2017, no atual Teatro Renault (antigo Teatro Abril), 16 anos depois da primeira versão.

## Prêmios e Indicações

### Original Produção de West End
| Ano  | Prêmio                 | Categoria                             | Nomeado                               | Resultado |
| ---- | ---------------------- | ------------------------------------- | ------------------------------------- | --------- |
| 1985 | Laurence Olivier Award | Melhor Novo Musical                   | Melhor Novo Musical                   | Indicado  |
| 1985 | Laurence Olivier Award | Melhor Ator em Musical                | Colm Wilkinson                        | Indicado  |
| 1985 | Laurence Olivier Award | Melhor Ator em Musical                | Alun Armstrong                        | Indicado  |
| 1985 | Laurence Olivier Award | Melhor Atriz em Musical               | Patti LuPone                          | Venceu    |
| 2012 | Laurence Olivier Award | Audience Award for Most Popular Show  | Audience Award for Most Popular Show  | Venceu    |
| 2014 | Laurence Olivier Award | Audience Award para Mais Popular Show | Audience Award para Mais Popular Show | Venceu    |

### Produção Original da Broadway
| Ano  | Prêmio           | Categoria               | Nomeado                                    | Resultado |
| ---- | ---------------- | ----------------------- | ------------------------------------------ | --------- |
| 1987 | Tony Award       | Melhor Musical          | Melhor Musical                             | Venceu    |
| 1987 | Tony Award       | Melhor Libreto          | Alain Boublil e Claude-Michel Schönberg    | Venceu    |
| 1987 | Tony Award       | Melhor Música           | Claude-Michel Schönberg e Herbert Kretzmer | Venceu    |
| 1987 | Tony Award       | Melhor Ator             | Colm Wilkinson                             | Indicado  |
| 1987 | Tony Award       | Melhor Ator             | Terrence Mann                              | Indicado  |
| 1987 | Tony Award       | Melhor Ator Coadjuvante | Michael Maguire                            | Venceu    |
| 1987 | Tony Award       | Melhor Atriz em Musical | Judy Kuhn                                  | Indicado  |
| 1987 | Tony Award       | Melhor Atriz em Musical | Frances Ruffelle                           | Venceu    |
| 1987 | Tony Award       | Melhor Direção          | Trevor Nunn e John Caird                   | Venceu    |
| 1987 | Tony Award       | Melhor Design Cênico    | John Napier                                | Venceu    |
| 1987 | Tony Award       | Best Figurino           | Andreane Neofitou                          | Indicado  |
| 1987 | Tony Award       | Melhor Iluminação       | David Hersey                               | Venceu    |
| 1987 | Drama Desk Award | Melhor Musical          | Melhor Musical                             | Venceu    |
| 1987 | Drama Desk Award | Melhor Ator em Musical  | Colm Wilkinson                             | Indicado  |
| 1987 | Drama Desk Award | Melhor Ator Coadjuvante | Michael Maguire                            | Venceu    |
| 1987 | Drama Desk Award | Melhor Atriz em Musical | Judy Kuhn                                  | Indicado  |
| 1987 | Drama Desk Award | Melhor Orquestração     | John Cameron                               | Venceu    |
| 1987 | Drama Desk Award | Melhor Música           | Claude-Michel Schönberg                    | Venceu    |
| 1987 | Drama Desk Award | Melhor Direção de Arte  | John Napier                                | Venceu    |

### 2013 Toronto revival
| Ano  | Prêmio     | Categoria                   | Nomeado                               | Resultado |
| ---- | ---------- | --------------------------- | ------------------------------------- | --------- |
| 2014 | Dora Award | Melhor Musical              | Melhor Musical                        | Indicado  |
| 2014 | Dora Award | Melhor Ator                 | Ramin Karimloo                        | Indicado  |
| 2014 | Dora Award | Melhor Ator                 | Mark Uhre                             | Indicado  |
| 2014 | Dora Award | Melhor Ator                 | Aiden Glenn                           | Indicado  |
| 2014 | Dora Award | Melhor Atriz                | Melissa O'Neil                        | Venceu    |
| 2014 | Dora Award | Melhor Direção              | Laurence Connor e James Powell        | Indicado  |
| 2014 | Dora Award | Melhor Direção de Arte      | Matt Kinley                           | Indicado  |
| 2014 | Dora Award | Melhor Figurino             | Andreane Neofitou e Christine Rowland | Venceu    |
| 2014 | Dora Award | Melhor Design de Iluminação | Paule Constable                       | Indicado  |
| 2014 | Dora Award | Melhor Coreografia          | James Dodgson                         | Indicado  |
| 2014 | Dora Award | Melhor Elenco               | Elenco inteiro                        | Indicado  |

### 2014 Broadway revival
| Ano  | Premio           | Categoria                 | Nomeado                   | Resultado |
| ---- | ---------------- | ------------------------- | ------------------------- | --------- |
| 2014 | Tony Award       | Melhor Revival de Musical | Melhor Revival de Musical | Indicado  |
| 2014 | Tony Award       | Melhor Ator em Musical    | Ramin Karimloo            | Indicado  |
| 2014 | Tony Award       | Melhor Design de Som      | Mick Potter               | Indicado  |
| 2014 | Drama Desk Award | Melhor Revival de Musical | Melhor Revival de Musical | Indicado  |